# Karszówka
Karszówka – wieś w Polsce położona w województwie mazowieckim, w powiecie radomskim, w gminie Gózd. Ma status sołectwa. 
W latach 1975–1998 miejscowość administracyjnie należała do województwa radomskiego.
Wierni Kościoła rzymskokatolickiego należą do parafii św. Jana Chrzciciela w Tczowie.